# Print Wikipedia
 (mars 2024).

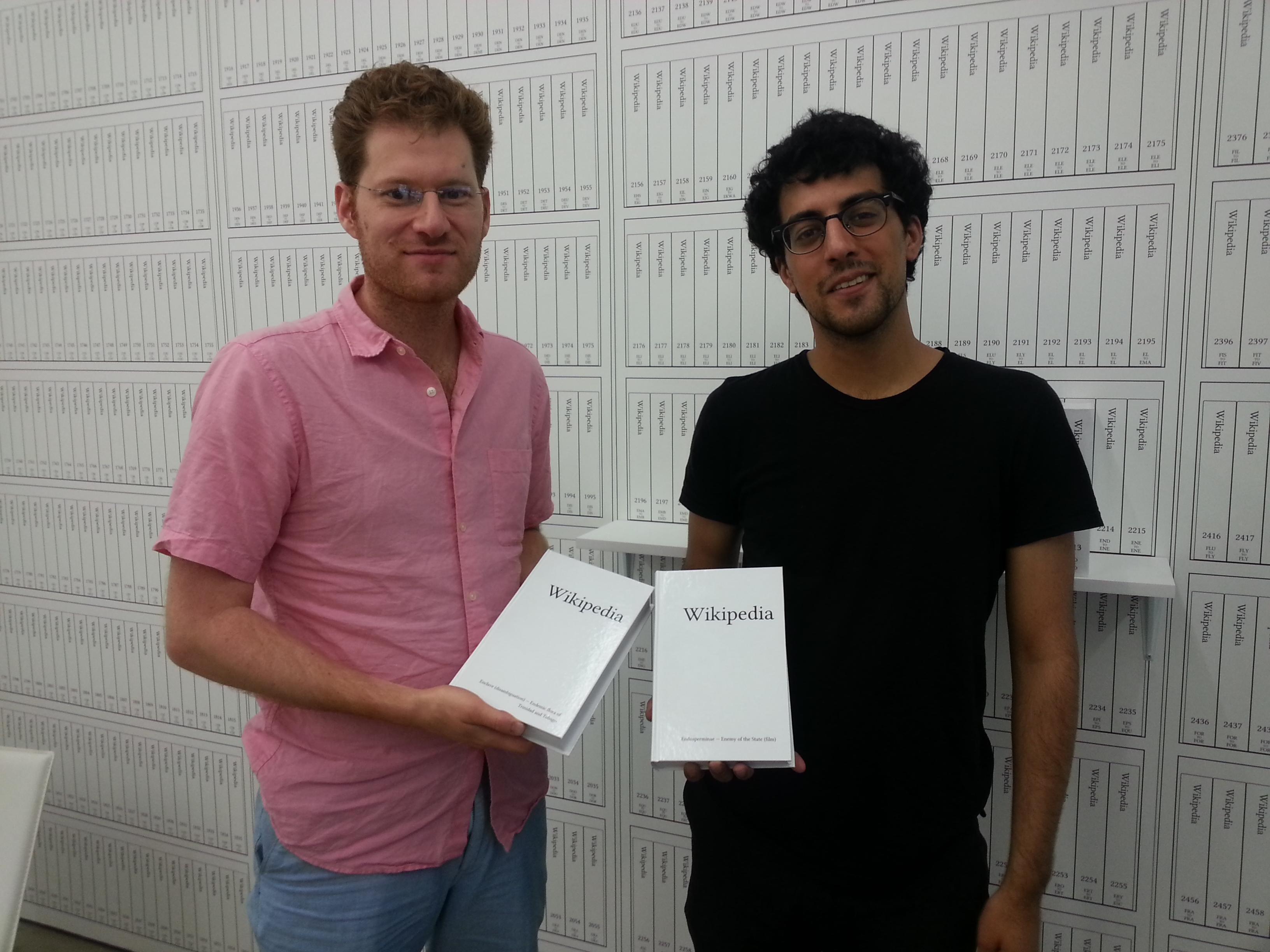
Michael Mandiberg et Jonathan Kiritharan (son assistant sur le projet Print Wikipedia) à l'exposition « From Aaaaa! to ZZZap! » le jour précédant son ouverture à la Denny Gallery, à New York.

Print Wikipedia est un projet artistique de l'Américain Michael Mandiberg (en) qui a imprimé 106 des 7 473 volumes de Wikipédia en anglais telle qu'elle existait le 7 avril 2015. L'œuvre montre les dos des premiers 1 980 volumes et 106 volumes complets de 700 pages chacun,.
Un index de 36 volumes, qui comprend tous les pseudonymes des 7,5 millions de contributeurs à la Wikipédia en anglais, fait aussi partie de l'œuvre.
La table des matières court sur 91 volumes de 700 pages chacun.
Les volumes imprimés comprennent seulement les textes des articles : les illustrations et les références ne sont pas incluses.
L'œuvre a été présentée à la Denny Gallery, à New York, à l'été 2015.

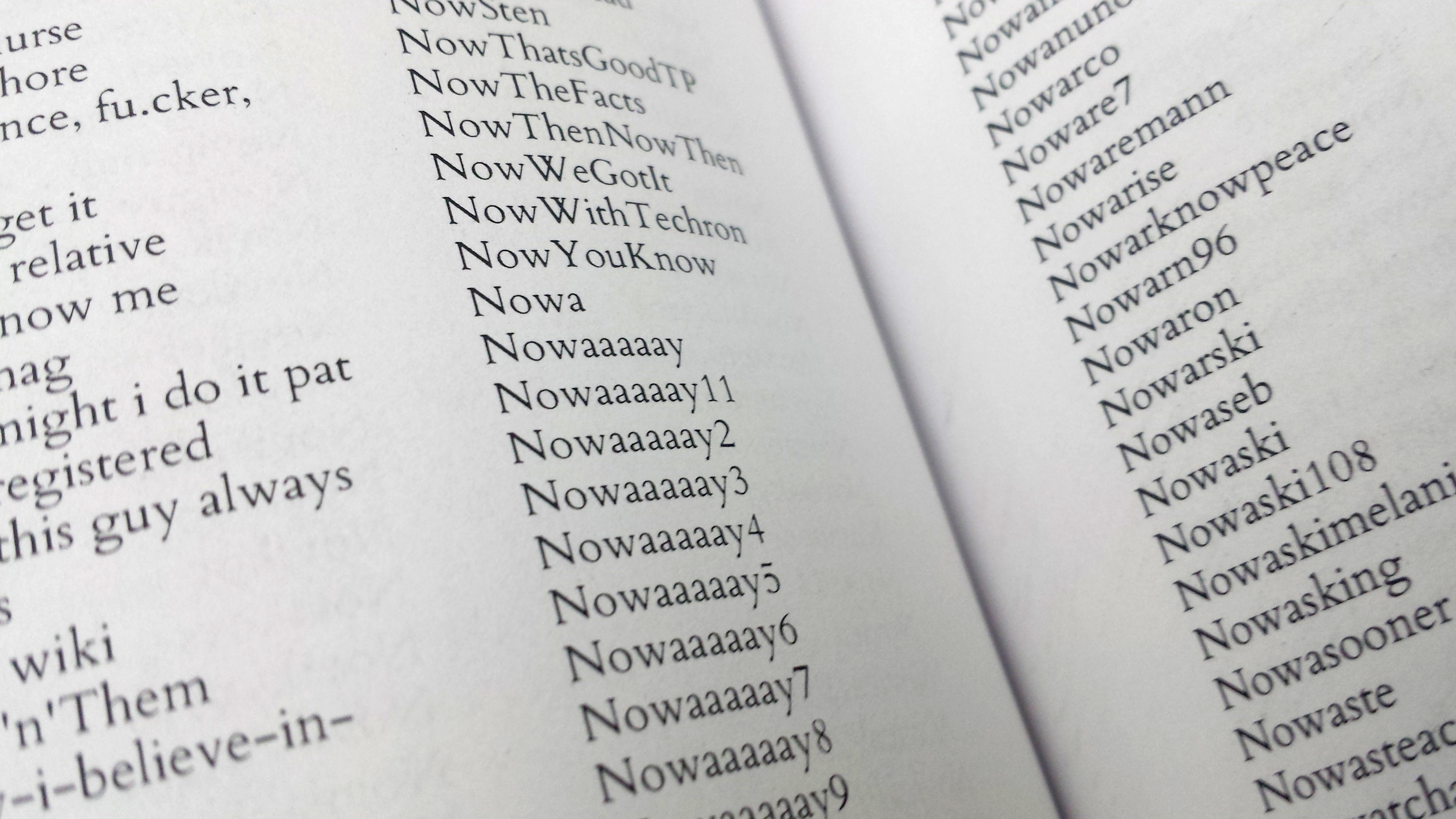
Détail de la section Contributor Appendix.

C'est en 2009 que ce projet germe dans l'esprit de Mandiberg, mais il se butte à des problèmes techniques. Il embauche alors un assistant, Jonathan Kirinathan, pour l'aider à créer le programme nécessaire pour recueillir et formater une version complète de la Wikipédia en anglais.
Les fichiers d'impression ont été téléversées sur le site du service d'auto-édition Lulu.com et sont disponibles pour impression sur papier.
Lorsqu'il a conçu ce projet, Mandiberg souhaitait répondre à la question : « Quelle est sa taille ? »(« How big is it? »).
Pour une entité comprenant autant de données, sa taille physique est près de ce qui peut être perçu par un être humain comme une collection de volumes, mais pas au point où ce nombre dépasse l'entendement humain, tels que les données de Facebook ou de la NSA.
La directrice générale de la Wikimedia Foundation, Katherine Maher, a dit de l'œuvre qu'ils s'agit d'« un geste envers le savoir » (« a gesture at knowledge »). La Wikimedia Foundation a soutenu le projet et Lulu.com a partiellement subventionné cet effort. 
Le travail pour amener l'œuvre à maturité a pris trois ans. Le téléversement sur Lulu.com a pris 24 jours, 3 heures et 18 minutes ; il a été complété le 12 juillet 2015.
PediaPress a lancé une campagne de sociofinancement sur Indiegogo en 2014 pour imprimer tous les tomes de l'œuvre, mais n'a pu atteindre son objectif de 50 000 US$ ; la campagne a été annulée.
Ce projet visait à imprimer 1 000 volumes de 1 200 pages chacun. Ces 1 200 000 pages auraient occupé 80 mètres linéaires.
Mandiberg a plus tard affirmé qu'il n'imprimerait jamais l'ensemble des volumes, puisqu'il est superflu de tous les montrer pour que les gens comprennent l'ampleur de la Wikipédia en anglais et, une fois que les gens auront vu une portion de celle-ci, ils prendront la mesure de son ampleur.
Mandiberg estime que le coût d'impression de tous les volumes serait d'environ 500 000 US$. 
L'exposition à la Denny Gallery n'a montré qu'une sélection de volumes réellement imprimés ; les visiteurs voyaient les dos de 1 980 volumes. L'exposition portait surtout sur le téléchargement en temps réel des fichiers sur Lulu.com.
Des projets semblables ont été menés avec une partie imprimée de la Wikipédia en allemand (Berlin, 2015) et une partie imprimée de la Wikipédia en néerlandais (Ghent, 2016).